# Госпођица (роман)
„Госпођица“ је роман српског књижевника Иве Андрића. Написан је у периоду од децембра 1943. до октобра 1944. у Београду за време Другог светског рата. Роман је објављен након ослобођења у сарајевској издавачкој кући Свјетлост 1945, исте године када су објављени и романи „На Дрини ћуприја” и „Травничка хроника”. „Госпођица” спада у она Андрићева остварења која су остала у сенци његових познатијих дела.
Место и време радње овог романа је Сарајево пре и за време Првог светског рата, а затим Београд, главни град новостворене Краљевине Срба, Хрвата и Словенаца у првим хаотичним годинама после рата, а све гледано у ретроспективи и кроз присећање главне личности романа, тврдице и зеленашице Рајке Радаковић, једног дана фебруара месеца 1935. године. У поређењу са другим Андрићевим романима, „Госпођица” је, жанровски гледано, роман са најкласичнијом формом у његовом опусу.
Марко Фотез је адаптирао роман у истоимену драму 1962, а адаптиран је и у истоимени филм 1980.

## Заплет романа
„Госпођица” је исприповедана из свезнајуће перспективе у трећем лицу. Роман започиње прологом у коме се приповеда о томе да су новине известиле о смрти Рајке Радаковић, тајновите и повучене жене, у Стичкој улици у Београду, о којој комшије нису знале ништа. Потом се приповедање враћа у време непосредно пре Рајкине смрти фебруара 1935, то јест у тренутку када Рајка под светлошћу сунца поред прозора крпи веш. Ова јунакиња је опседнута штедњом и приповедач излаже њену животну филозофију „крпежи и трпежи”, под којом се подразумева штедња по сваку цену, чак и по цену сопственог здравља. Док крпи веш, Рајка се присећа свога живота, те се читалац путем приповедачких, хронолошких ретроспекција упознаје са њеним животом.
Рајка је рођена у Сарајеву, у богатој, трговачкој породици. Када јој је било петнаест година њен отац, Обрен Радаковић је банкротирао, а убрзо потом се и смртно разболео. Отац јој на самрти саопштава да штедња мора да постане „виши циљ“ њеног живота. Пошто је остала сама са слабашном мајком, Рајка преузима вођење домаћинства и из недеље у недељу све озбиљније схвата штедњу. Отпушта послугу, сама иде у куповину, одбија да даје милостињу, одваја се од родбине, не дружи се са вршњацима и са неодобравањем гледа на сваки трошак. Једини који још увек може да утиче на њене ставове је њен ујак млади и весели Владо. Међутим, његова рана смрт од туберкулозе у дубровачкој хотелској соби, док је притиснут од стране повериоца, утврђују Рајку у ставу да се у животу мора само штедети.
Посебно разрађена епизода је држање Рајке за време Првог светског рата. Њена прва реакција на вест да је Гаврило Принцип убио аустро-угарског престолонаследника јесте: Све се то ње ништа не тиче. А након што почне погром над српским становништвом од стране аустроугарске власти, Хрвата и муслимана, Госпођица се труди да остане по страни и сачува своју трговину: „Неподношљива јој је мисао да њен посао и њен интерес могу да буду везани за те ствари, условљени нечим што је потпуно изван њене власти, да и она мора да дели злу судбину неке заједнице”. Она не само да не саосећа са страдањем својих сународника, него почиње и да даје прилоге за аустроугарску војску, не би ли обезбедила себи могућност да неометано настави са својом трговином и зеленашењем, увеличавајући сопствени капитал. Након српске победе и ослобођења Сарајева у Првом светском рату, новине почињу да је јавно оптужују за њене зеленашке малверзације, те је госпођица присиљена да напусти Сарајево и да се настани у Београду.
Последња трећина романа одиграва се у Београду, престоници новонастале Краљевине Срба, Хрвата и Словенаца. Рајка се у Београду упознаје са Јованком, уседелицом која се петља у туђе животе. Она изиграва заштитника многобројних особа. Један од њих је и Ратко, кога упознаје са Рајком. Рајка у њему види свог вољеног ујка Владу и неопрезно почиње да му позајмљује велике своте новца, не би ли младић успео да постане представник "Форд аутомобила" за Југославију. После одређеног времена, Јованка обавештава Рајку да је сазнала да је Ратко преварант и да њене новце троши на лаке жене, коцку и оргијања у престоничким клубовима. Пошто Рајка одбија да у то поверује, Јованка је увече одводи у ноћни клуб "Касина" на Теразијама, где скривене посматрају пијано и раскалашно понашање Ратковића. Рајка се све дубље повлачи у себе. Убрзо јој умире мајка, јер није на време позвала лекара, а и сама одбија да уради лекарске прегледе, иако је упозорена да јој је срце слабо. Умисливши да чује лопова како улази у њен дом, Рајка умире од срчаног удара.

## Адаптације

### Позориште
Марко Фотез је адаптирао роман у истоимену драму 1962, у време када је Иво Андрић био председник Уметничког савета Југословенског драмског позоришта. Ипак комад није био постављен на сцени све до 2013. Представу је режирао Горчин Стојановић, а главну улогу је тумачила Наташа Нинковић.

### Филм
Холивуд се био интересовао за филмску адаптацију „Госпођице”, али је Андрић одбио да прода ауторска права за филм, пошто није подржавао адаптације својих књижевних остварења, а и није позитивно мислио о холивудским филмовима.
Ипак филмска адаптација Госпођице је снимљена 1980. у копродукцији Јадран филма и Радио телевизије Загреб. Филм је режирао чехословачки режисер Војтех Јасни, а улогу Рајке је играла аустријска глумица Хајделинде Вајс. Раде Шербеџија је тумачио две улоге, њеног ујака Владу и преваранта Ратка.